# Budapest Jégkorong Akadémia Hockey Club
Le Budapest Jégkorong Akadémia Hockey Club, anciennement MAC Budapest puis MAC Újbuda, est un club de hockey sur glace de Budapest en Hongrie. Il évolue dans la MOL Liga et le Championnat de Hongrie de hockey sur glace.

## Historique
Le club est créé en 1993 sous le nom de Magyar Atlétikai Club Budapest.

## Palmarès
- Erste Liga : 2018
- Championnat de Hongrie : 2018
- Coupe de Hongrie : 2017, 2023